# Enkil
Enkil es un personaje de las Crónicas vampíricas de Anne Rice.

## Historia
Rey de Kemet (Antiguo Egipto) y esposo de Akasha. Ellos fueron los primeros vampiros en existir al estar expuestos a las influencias del poderoso espíritu maligno Amel, quien deseoso de sangre y sentidos mortales muta dentro de los cuerpos moribundos de los reyes formando una raza de seres inmortales.